# Dejvid Elefson
Dejvid Varen "The Junior" Elefson (engl. David Ellefson) je bivši basista američke treš metal grupe Megadeth.

## Biografija
Dejvid Ellefson je rođen je 12. 11. 1964. godine u Džeksonu, Minesota. Engleskog, Nemačkog i Norveškog je porekla. Vodio je nekoliko različitih bendova pre neko što se preselio u Los Anđeles.

## Detinjstvo i mladost
Još kao mlad momak se preselio u Los anđeles gde je pohađao muzičku školu i učio da svira bas gitaru. Tamo je 1983 upoznao Dejv Mastejna sa kim je osnovao bend Megadet. Zbog istog imena Mastejn mu je dao prepoznatljivi nadimak "The Junior".

## Prvi put saMegadetom1985—2002
Sem Dejv Mastejna Elefson je jedini član koji je bio konstantno u grupi Megadet. Bio je na svakom albumu od "Killing is my Business... And Business is good!" izdatog 1985. godine, sve do "Rude Awakening" 2002. godine. Napustio je bend 2002. godine. Album "The System Has Failed" koji je izdat 2004. godine je trebalo da bude Mastejnov solo album, ali ga je izdao pod Megadetovim imenom. Ovo je stvorilo konfikt izmedju Mastejna i Elefsona zbog prava na korišćenje imena grupe Megadet. Mastejn je potvrdio u njegovoj autbiografiji da su sve svoje konflikte resili na božićno veče 2005. godine. Posle toga se Elefson vraća u Megadet i nastavlja dalju karijeru. Elefsonov stil sviranja je bio korišćenje prstiju, ali progresija brzine i ritma benda je zahtevala da predje na trzalicu.

## Povratak uMegadet2003–
Nakon svađe sa Mastejnom, Elefson se vraća u Megadet i nastavlja karijeru sa bendom. Sem Megadeta, Elefson je takodje član grupa "Hail!" i "Avian". Učestvovao je u stvaranju pet pesama grupe Soulflaj na albumu "Prophecy" i jednoj na albumu "Dark Ages". Takodje je readio sa reperom Necro na njegovom albumu "Death Rap".

## Diskografija
Sa Megadetom
- Killing Is My Business... and Business Is Good! (1985)
- Peace Sells... But Who's Buying (1986)
- So Far, So Good... So What! (1988)
- Rust in Peace (1990)
- Countdown to Extinction (1992)
- Youthanasia (1994)
- Cryptic Writings (1997)
- Risk (1999)
- The World Needs a Hero (2001)
- Thirteen (2011)
- Super Collider (2013)
- Dystopia (2016)

Sa drugima
- Soulfly – Prophecy (2004)
- F5 – A Drug For All Seasons (2005)
- Avian – From The Depths of Time (2005)
- Temple of Brutality – Lethal Agenda (2006)
- Necro – Death Rap (2007)
- Killing Machine – Metalmorphosis (2006)
- F5 – The Reckoning (2008)
- Tim "Ripper" Owens – Play My Game (2009)
- Angels of Babylon – Kingdom of Evil (2010)
- Gus G – I Am The Fire (2014)
- Johnny Wore Black – Walking Underwater Pt.2 (2014)
- Altitudes & Attitude – Altitudes & Attitude (2014)
- Metal Allegiance – Metal Allegiance (2015)

## Spoljašnje veze
- „Megadeth”. Megadeth (на језику: енглески). Архивирано из оригинала 30. 11. 2015. г. Приступљено 2020-07-21.* „Megadeth”. Megadeth (на језику: енглески). Приступљено 2020-07-21.
- „Official Home of David Ellefson”. davidellefson.com (на језику: енглески). 2011-07-26. Архивирано из оригинала 26. 07. 2011. г. Приступљено 2020-07-21.